# Schey
Schey (Limburgs: Sjei) is een hooggelegen buurtschap ten noordoosten van het dorp Noorbeek in de gemeente Eijsden-Margraten in de Nederlandse provincie Limburg. Schey ligt op de zuidelijke helling van het Noordal in de overgang naar het Plateau van Margraten. Tot 31 december 2010 maakte het dorp deel uit van de gemeente Margraten.
Het gehucht telt ongeveer twintig boerderijen en woonhuizen en bestaat uit een hoog gedeelte, Opschey of Bovenschey, en een laag gedeelte, Onderschey, aan de weg van Noorbeek via de Waufsberg en Hoogcruts naar Slenaken.
In Onderschey staat een kastkapelletje voor Maria en het oorlogsmonument voor staf-sergeant Roy L. Booher, de eerste geallieerde militair die sneuvelde bij de bevrijding van Nederland op 12 september 1944. Ook staan er diverse wegkruisen, waaronder een stenen moordkruis uit 1848 voor Jacobus Bindels en twee ongelukskruisen: een houten kruis aan een boom voor Denis Hartmann die op 17-jarige leeftijd verongelukte in 1978 en een metalen kruis op de Waufsberg uit 1986 voor twee 20-jarige jongens Patrick en Guido.
In Schey stond vroeger een middeleeuwse laathof. Bij archeologisch onderzoek zijn sporen gevonden uit de 12e tot 14e eeuw. Enkel een zwingelput is nog zichtbaar op deze plek. Het puthuisje werd in maart 2020 gerestaureerd.

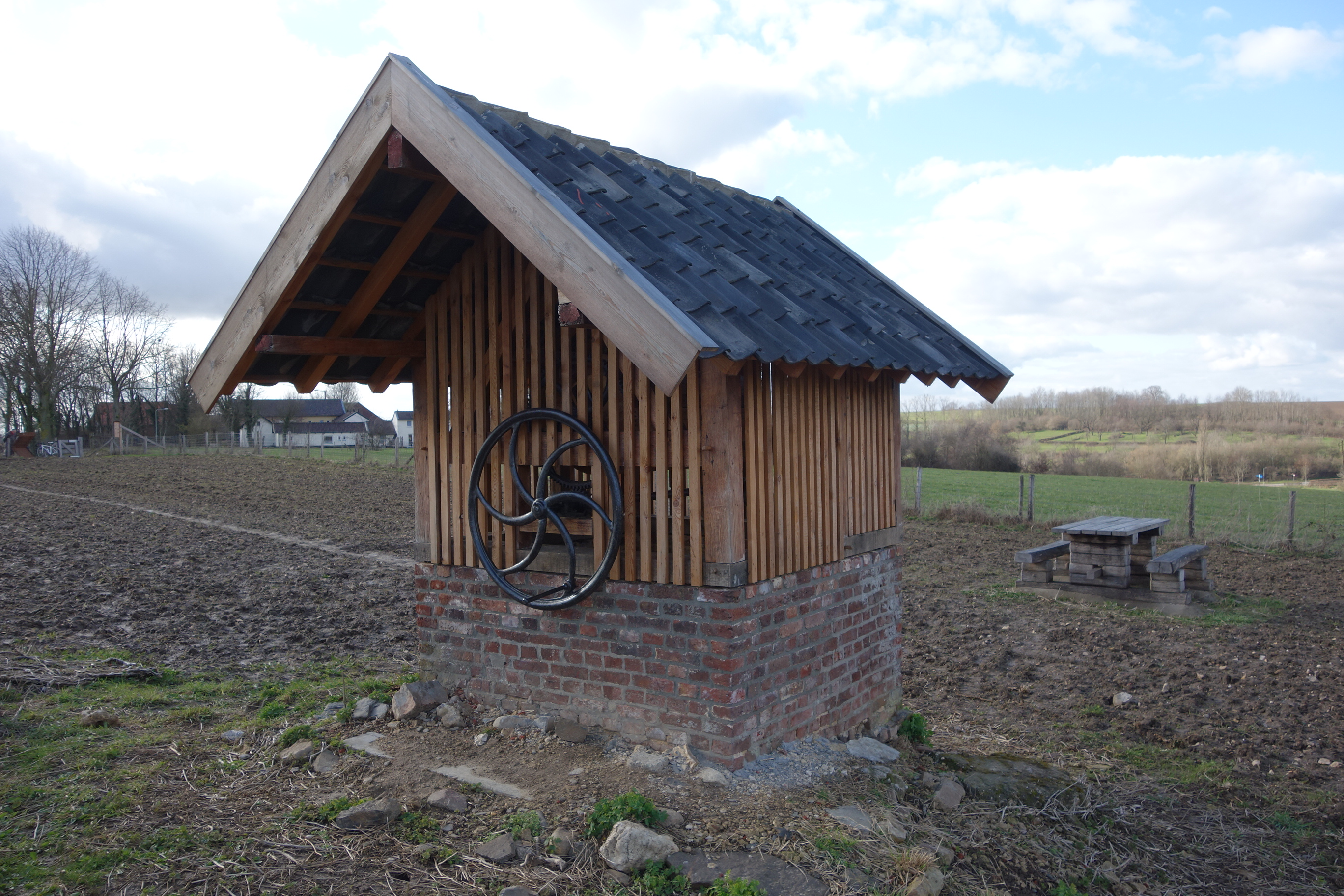
Zwingelput nabij de plek waar de laathof gestaan zou hebben
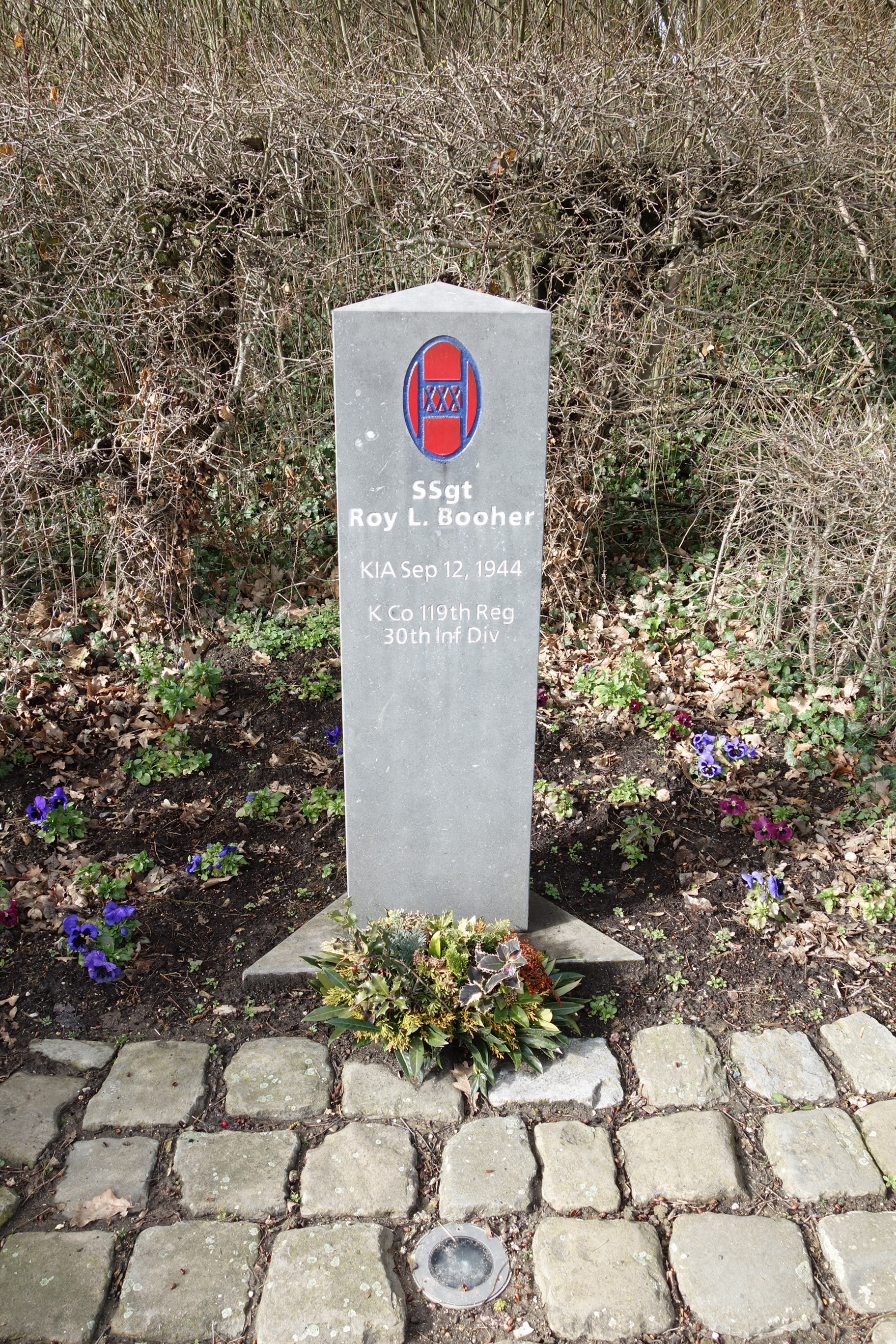
Monument voor SSgt Roy L. Booher
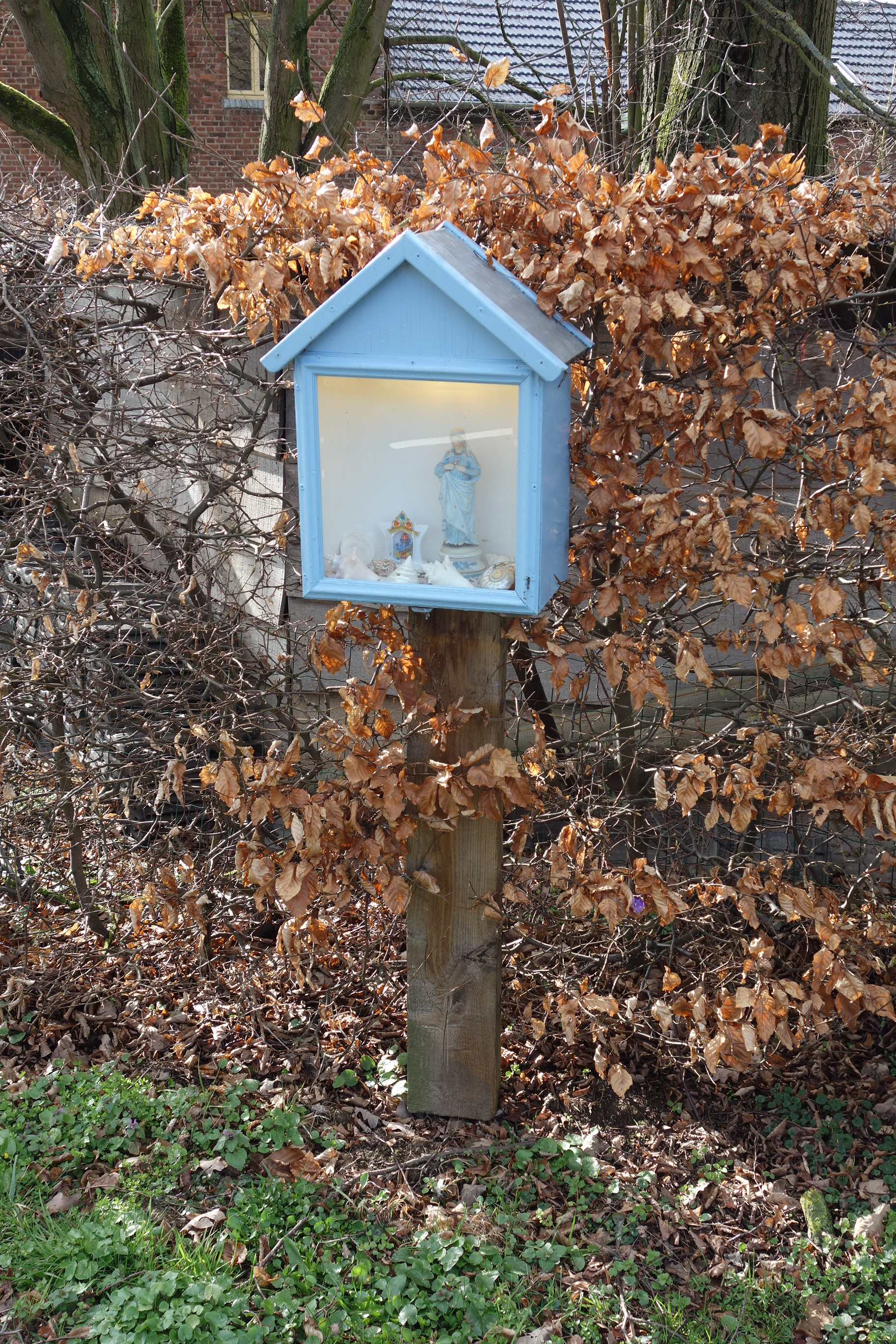
Mariakapelletje in Onderschey
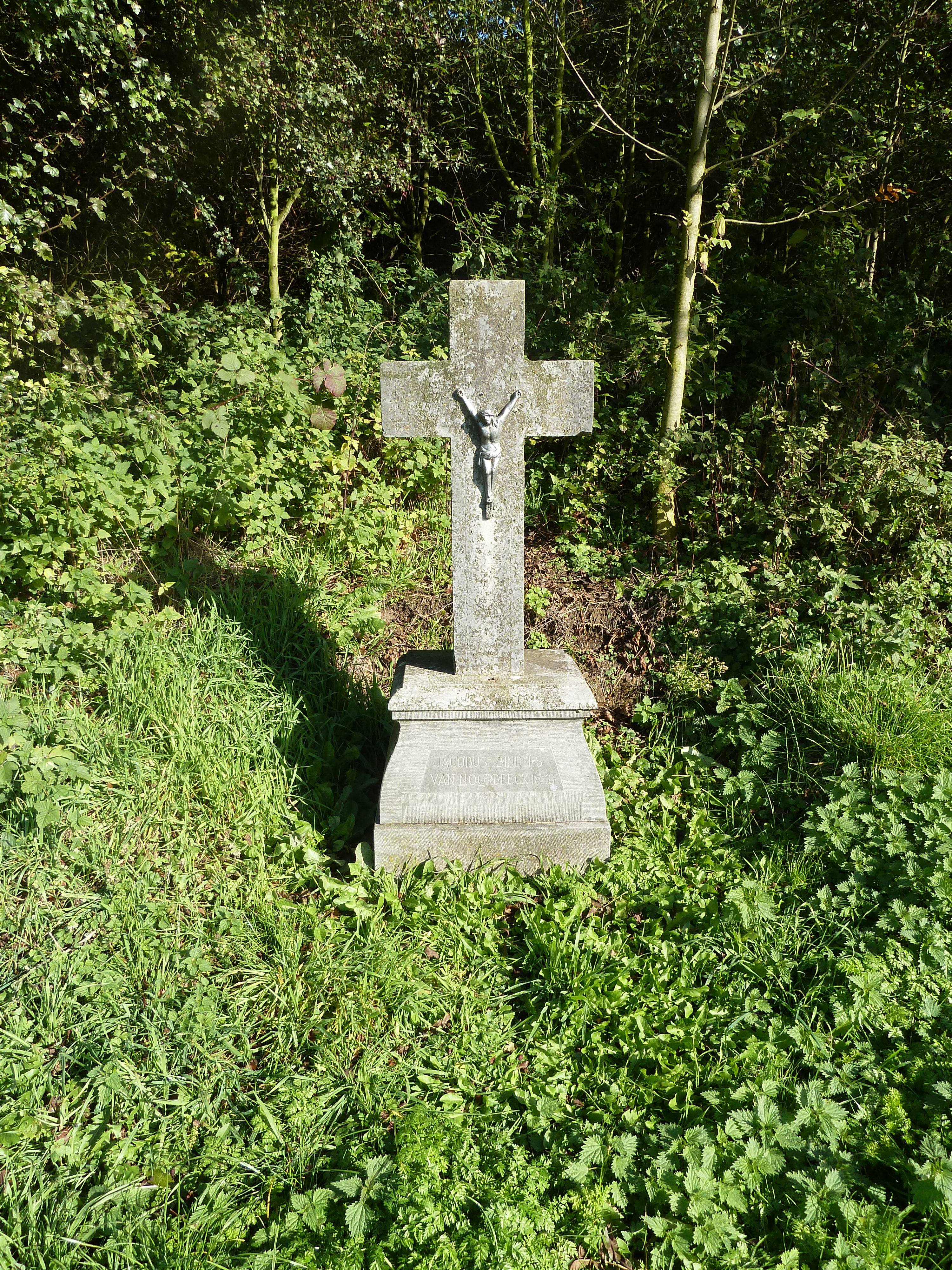
Moordkruis met opschrift Jacobus Bindels van Noorbeeck 1848
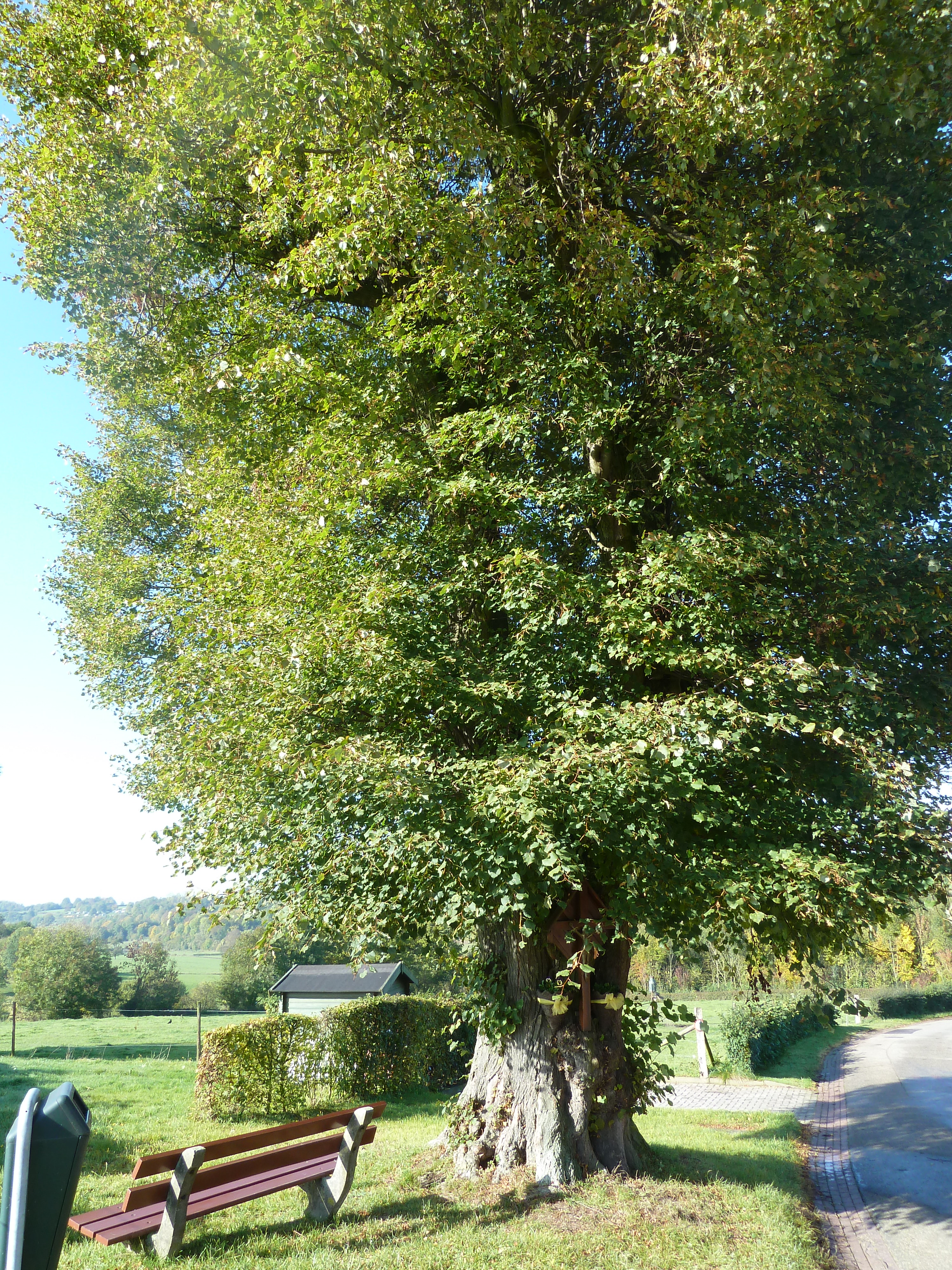
Kruis aan boom, rijksmonument

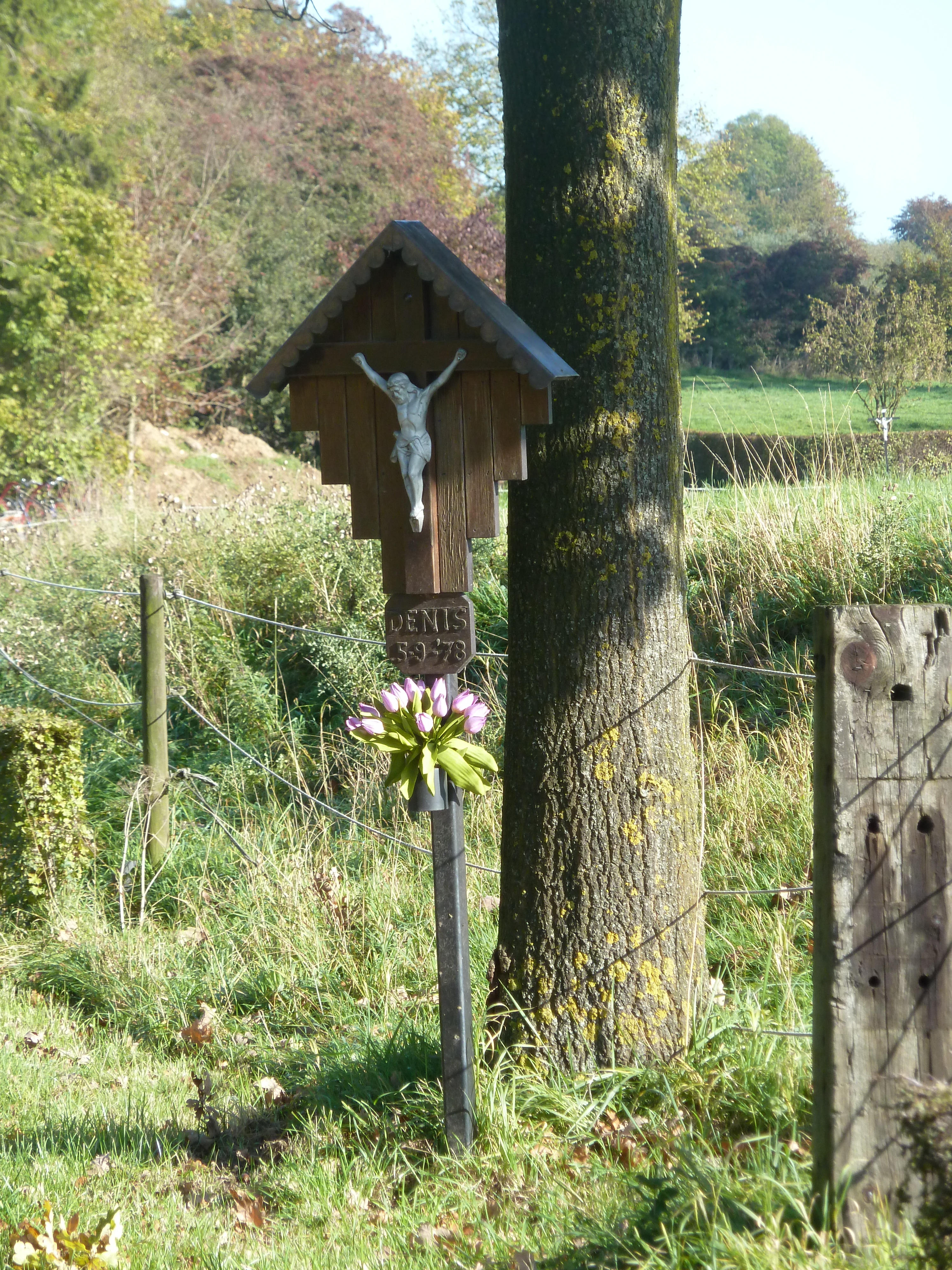
Ongelukskruis in Onderschey met de naam Denis en datum 5-9-'78
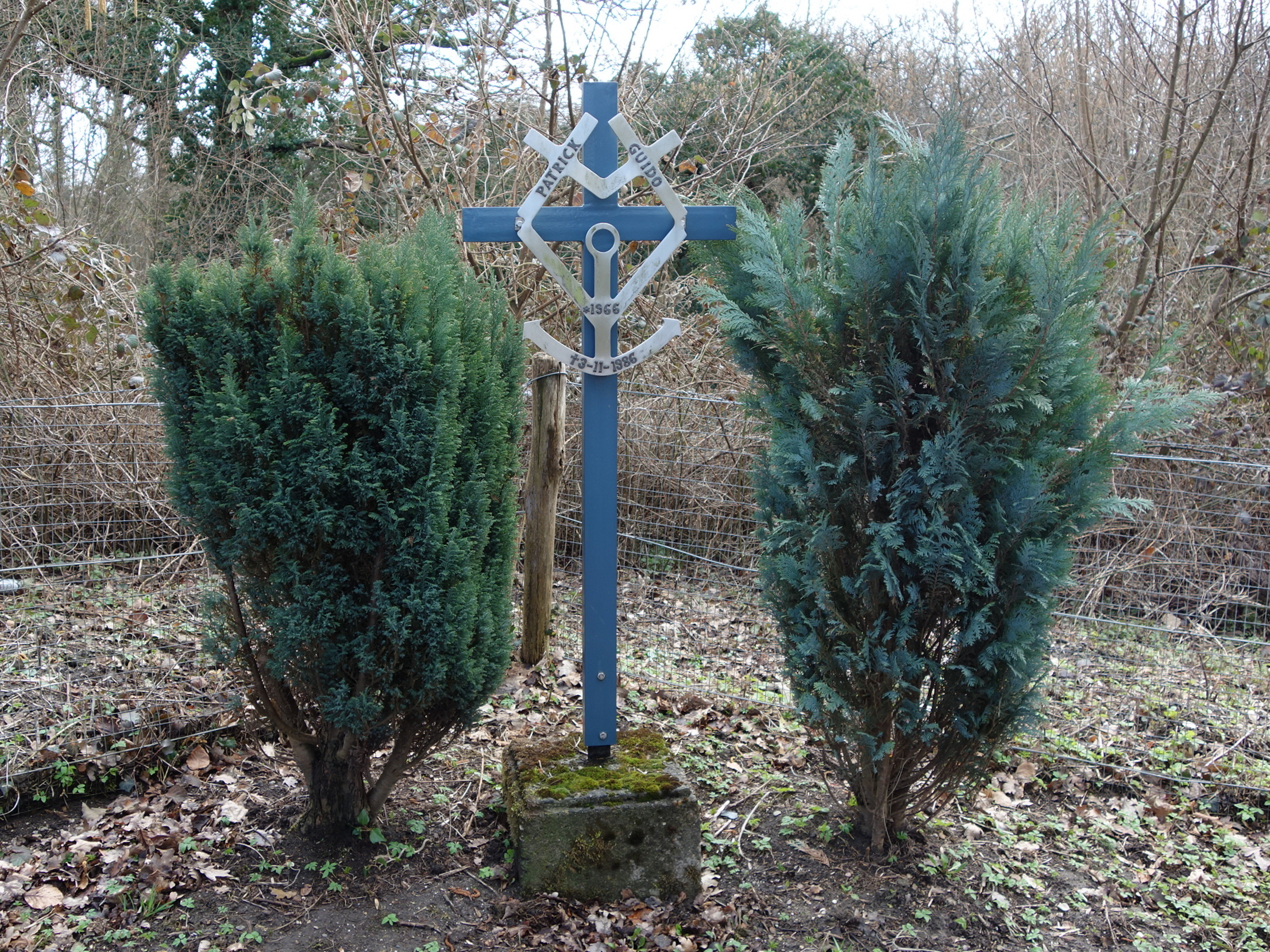
Ongelukskruis op de Waufsberg met de namen Patrick en Guido en datum 3-11-1986
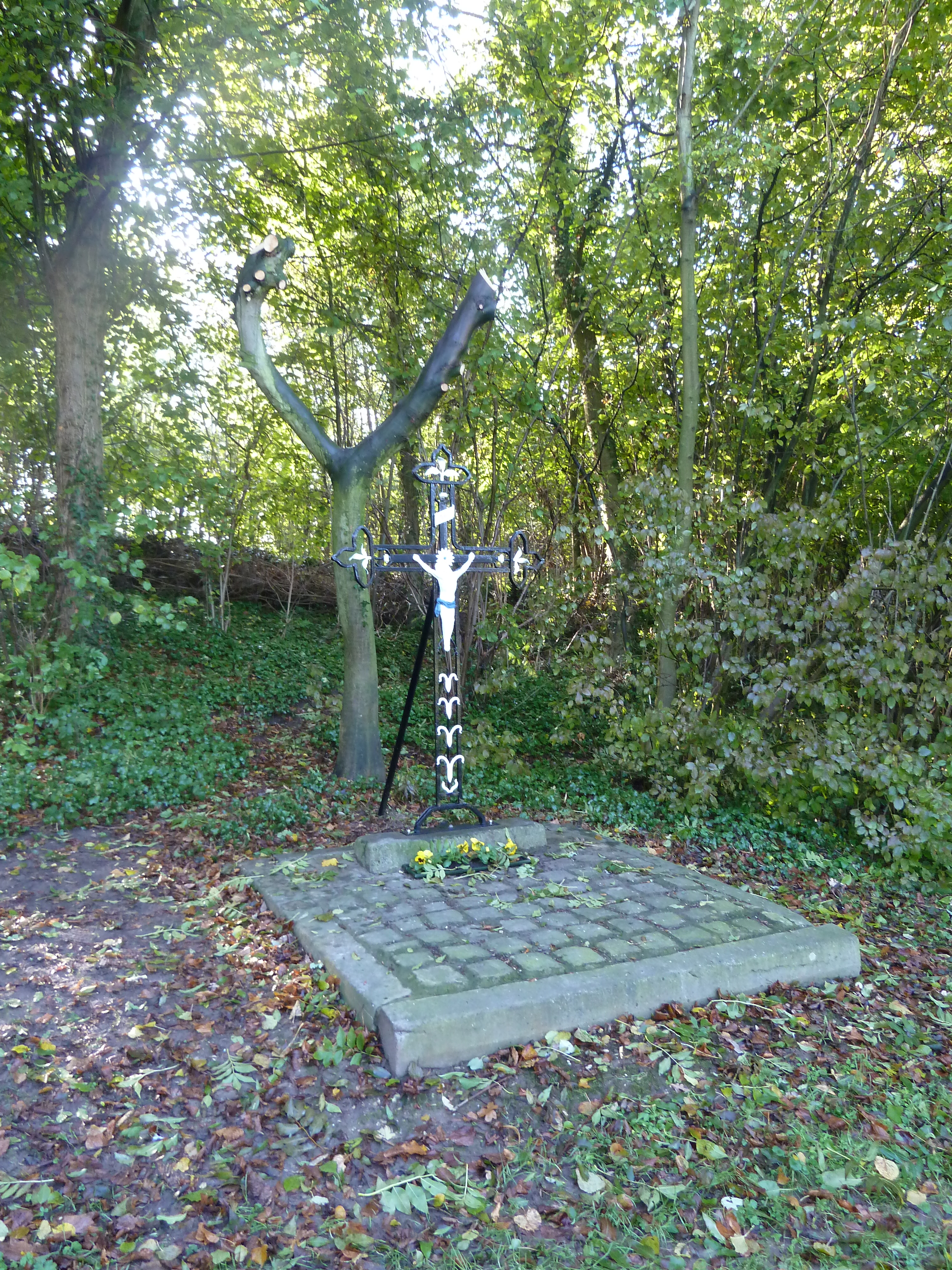
Wegkruis aan de kruising Bovenstraat-Schey
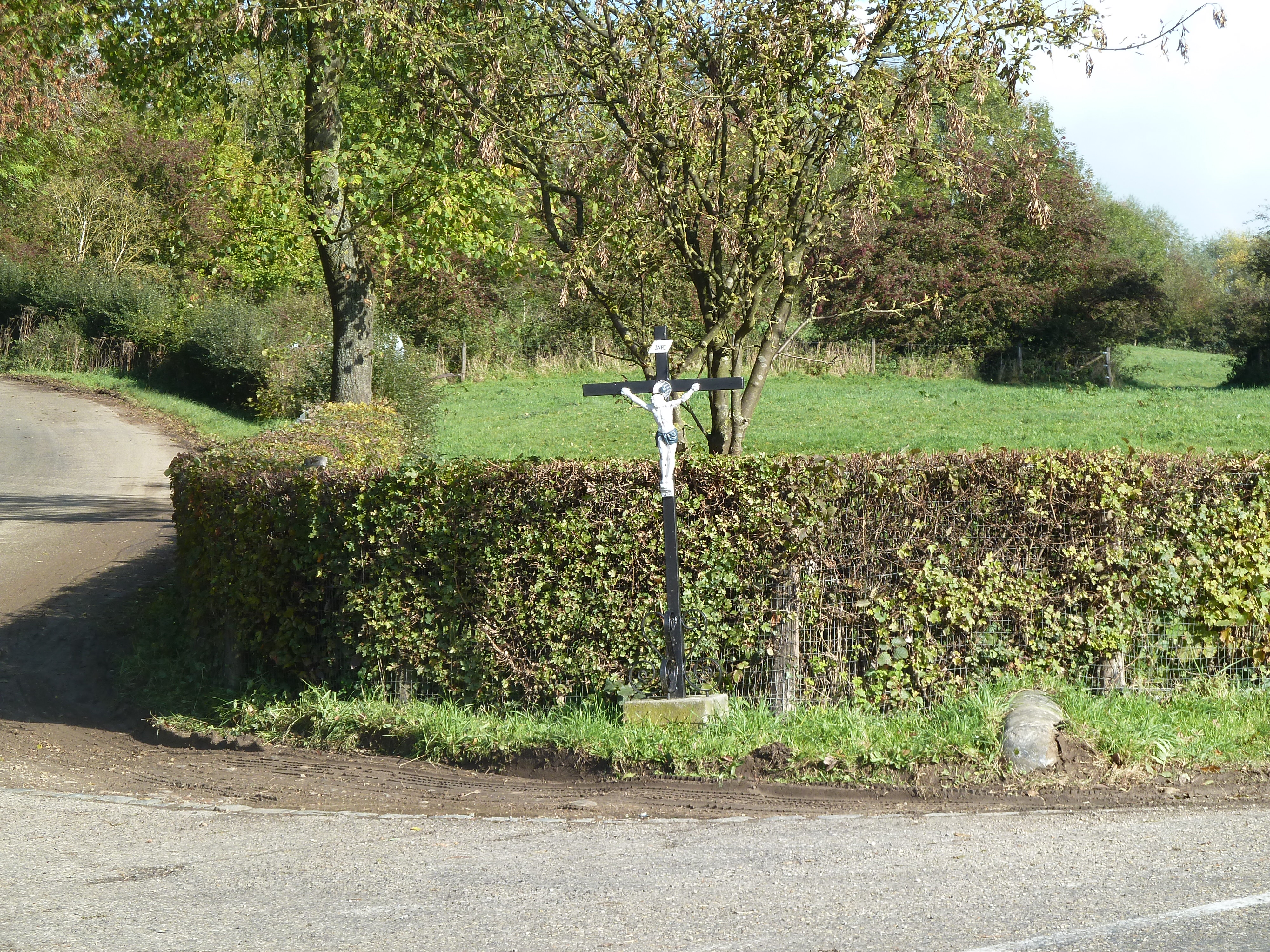
Wegkruis aan kruising Onderschey-Kutersteenweg

Dorpen: Banholt · Bemelen · Cadier en Keer · Eckelrade · Eijsden · Gronsveld · Margraten · Mariadorp · Mesch · Mheer · Noorbeek · Oost-Maarland · Rijckholt · Scheulder · Sint Geertruid

Gehuchten & Buurtschappen: Berg · Bergenhuizen · Breust · Bruisterbosch · Gasthuis · Groot Welsden · Herkenrade · Honthem · Hoogcruts · Hoog-Caestert · Klein Welsden · Laag-Caestert · Libeek · Moerslag · 't Rooth · Schey · Schilberg · Sint Antoniusbank · Terhorst · Terlinden · Termaar · Ulvend · Vroelen · Wesch · Withuis · Wolfshuis

Limburg: Steden en dorpen      Nederland: Provincies · Gemeenten